# Midland (Dakota del Sur)
Midland es un pueblo ubicado en el condado de Haakon en el estado estadounidense de Dakota del Sur. En el Censo de 2010 tenía una población de 129 habitantes y una densidad poblacional de 144,79 personas por km².

## Geografía
Midland se encuentra ubicado en las coordenadas 44°4′16″N 101°9′20″O / 44.07111, -101.15556. Según la Oficina del Censo de los Estados Unidos, Midland tiene una superficie total de 0.89 km², de la cual 0.89 km² corresponden a tierra firme y (0%) 0 km² es agua.

## Demografía
Según el censo de 2010, había 129 personas residiendo en Midland. La densidad de población era de 144,79 hab./km². De los 129 habitantes, Midland estaba compuesto por el 94.57% blancos, el 0% eran afroamericanos, el 4.65% eran amerindios, el 0% eran asiáticos, el 0% eran isleños del Pacífico, el 0% eran de otras razas y el 0.78% pertenecían a dos o más razas. Del total de la población el 0% eran hispanos o latinos de cualquier raza.